# Seppo Rossi
Seppo Rossi (17 de diciembre de 1952) es un expiloto finlandés de motociclismo, que compitió en el Campeonato del Mundo de Motociclismo desde 1977 hasta 1983. Aparte de eso, Rossi se proclamó en tres ocasiones campeón de Finlandia de velocidad (en 1977 en 250 y 350cc y e 1978 en 500cc).

## Resultados de carrera

### Campeonato del Mundo de Motociclismo

#### Carreras por año
Sistema de puntos desde 1969 a 1987:
| Posición | 1.º | 2.º | 3.º | 4.º | 5.º | 6.º | 7.º | 8.º | 9.º | 10.º |
| Puntos   | 15  | 12  | 10  | 8   | 6   | 5   | 4   | 3   | 2   | 1    |

(Carreras en negrita indica pole position, carreras en cursiva indica vuelta rápida)
| Año  | Clase | Equipo     | Moto    | 1      | 2       | 3       | 4       | 5       | 6       | 7       | 8       | 9       | 10     | 11     | 12      | 13      | Pts. | Pos. |
| ---- | ----- | ---------- | ------- | ------ | ------- | ------- | ------- | ------- | ------- | ------- | ------- | ------- | ------ | ------ | ------- | ------- | ---- | ---- |
| 1977 | 250cc | Yamaha TZ  | VEN -   |        | GER -   | NAT -   | ESP -   | FRA DNQ | YUG -   | NED -   | BEL -   | SWE -   | FIN 17 | CZE -  | GBR 16  |         | 0    | -    |
| 1977 | 350cc | Yamaha TZD | VEN -   |        | GER -   | NAT -   | ESP -   | FRA DNQ | YUG -   | NED -   |         | SWE 14  | FIN 7  | CZE -  | GBR Ret |         | 4    | 30.º |
| 1978 | 250cc | Yamaha     | VEN -   | ESP -  | -       | FRA -   | NAT -   | NED -   | BEL -   | SWE 13  | FIN Ret | GBR -   | GER 32 | CZE 19 | YUG -   |         | 0    | -    |
| 1978 | 350cc | Yamaha     | VEN -   |        | AUT -   | FRA -   | NAT -   | NED -   |         | SWE 16  | FIN 13  | GBR -   | GER -  | CZE 16 | YUG -   |         | 0    | -    |
| 1979 | 250cc | Yamaha     | VEN -   |        | GER 18  | NAT -   | ESP -   | YUG -   | NED -   | BEL -   | SWE -   | FIN -   | GBR -  | CZE -  | FRA -   |         | 0    | -    |
| 1979 | 500cc | Suzuki     | VEN -   | AUT 22 | GER -   | NAT 15  | ESP Ret | YUG 12  | NED Ret | BEL Ret | SWE 10  | FIN Ret | GBR -  |        | FRA 11  |         | 1    | 38.º |
| 1980 | 500cc | Suzuki     | NAT DNQ | ESP 14 | FRA 14  |         | NED -   | BEL 16  | FIN 13  | GBR Ret |         | GER 23  |        |        |         |         | 0    | -    |
| 1981 | 500cc | Suzuki     |         | AUT 15 | GER Ret | NAT 16  | FRA 11  |         | YUG 8   | NED 11  | BEL 17  | RSM 14  | GBR -  | FIN 8  | SWE 8   |         | 9    | 15.º |
| 1982 | 500cc | Suzuki     | ARG Ret | AUT 6  | FRA -   | ESP Ret | NAT Ret | NED 17  | BEL 13  | YUG 15  | GBR Ret | SWE 11  |        |        | RSM Ret | GER Ret | 5    | 25.º |